# Antoni d'Ocon i Guerrero
Antoni D'Ocon  (Barcelona, 1958) és un productor, director i guionista català.
Va començar fent ficció fins que a principis dels anys 1980 es va posar en contacte amb un equip dedicat als titelles, amb el qual va fer un curtmetratge que posteriorment es convertiria en una sèrie infantil de televisió anomenada El màgic món del màgic Bruffy. Aquesta experiència el va conduir a més tard a crear la popular sèrie de televisió infantil Los Aurones.
Els anys 1970 va fundar la productora D'Ocon Films, la qual és responsable d'un gran nombre de sèries de dibuixos animats, com Els Fruittis, Enigma o Delfy i els seus amics. La primera sèrie animada de televisió de la qual es va fer càrrec va ser Els Fruittis, formada per 52 capítols de mitja hora de durada cada un. La sèrie va tenir molt d'èxit i va ser venuda a diversos països de tot el món. A partir d'aleshores, diverses produccions de D'Ocon Films van ser també emeses a canals de televisió estrangers com la BBC, TF1, M6, Fox Family Channel, ZDF, RTVE, Antena 3, RAI, etc.
Sota la direcció d'Antoni d'Ocon les oficines centrals de D'Ocon Films, ubicades a Barcelona, van arribar a ocupar més de 100 professionals del món audiovisual. Això no obstant, a partir del 2008 l'empresa va començar a presentar pèrdues degut a una disminució del negoci provocada pel progressiu increment de les importacions de sèries del Japó i dels EUA per part dels canals de televisió i, a principis de 2012, va presentar la suspensió de pagaments. La distribuïdora catalana Motion Pictures, va adquirir els drets d'explotació de nombroses sèries, entre les quals hi ha la popular Rovelló.

## Filmografia (selecció)

### Direcció
- 1990 - Els Fruittis (sèrie infantil de televisió)
- 1992 - Delfy y sus amigos (sèrie infantil de televisió)
- 1993 - Junior and the Bathroom Door
- 1994 - Junior Dies Hard
- 1994 - Junior and the Camp
- 1994 - Governing Principal
- 1994 - Junior and the Science Fair
- 1993/1994 - Problem Child (sèrie infantil de televisió)
- 2002 - Fix and Foxi (sèrie infantil de televisió)
- 2010 - Enermanos (sèrie infantil de televisió)
- 2011 - Rovelló i la llegenda de Sant Jordi

### Guionista
- 1990 - Els Fruittis
- 1992 - Delfy y sus amigos

### Producció
- 1983 - La màgia a Catalunya (curtmetratge)
- 1983 - Como un adiós
- 1984 - La notícia d'ahir (curtmetratge)
- 1986 - Los aurones (sèrie infantil de televisió)
- 1988 - La tribu de los aurones
- 1990 - Els Fruittis (sèrie infantil de televisió)
- 1992 - Delfy y sus amigos (sèrie infantil de televisió)
- 1993 - Spirou (sèrie infantil de televisió), productor associat
- 1993 – Junior and the Bathroom Door, supervisor de producció
- 1994 – Junior Dies Hard, supervisor de producció
- 1994 – Junior and the Camp, supervisor de producció
- 1994 – Governing Principal, supervisor de producció
- 1994 – Junior and the Science Fair, supervisor de producció
- 1993/1994 - Problem Child (sèrie infantil de televisió), supervisor de producció
- 1997 : Aprenentes de bruixa (sèrie infantil de televisió), co-productor
- 1997 : Enigma (sèrie infantil de televisió), co-productor
- 2001 - Fracasse (telefilm), co-productor
- 2002 - Fix and Foxi (sèrie infantil de televisió)
- 2003 - La Mari (mini-sèrie infantil de televisió), productor associat

## Premis i nominacions
| Any  | Categoria                               | Pel·lícula                           | Resultat  |
| ---- | --------------------------------------- | ------------------------------------ | --------- |
| 2009 | Gaudí a la millor pel·lícula d'animació | Rovelló: Un Nadal sense Noel         | Guanyador |
| 2011 | Gaudí a la millor pel·lícula d'animació | Rovelló: El carnaval de la Ventafocs | Nominat   |
| 2012 | Gaudí a la millor pel·lícula d'animació | Rovelló a la llegenda de Sant Jordi  | Nominat   |